# Percocypris regani
Percocypris regani es una especie de peces de la familia de los
Cyprinidae en el orden de los Cypriniformes.

## Morfología
- Los machos pueden llegar alcanzar 1 kg de peso.[1][2]

## Hábitat
Es un pez de agua dulce y de clima subtropical

## Distribución geográfica
Se encuentra en la China.